# Frankfurter Kreuz
Frankfurter Kreuz er et motorvejskryds, hvor motorvejene A3 og A5 mødes. Motorvejen har en bredde på ti kørebaner, og er en af de mest benyttede vejknudepunkter i Europa med ca. 310.000 passerende køretøjer om dagen. Krydset befinder sig sydvest fra Frankfurt am Main, tæt på byens lufthavn.